# Shakespears Sister
Shakespears Sister — альтернативный поп- и рок-музыкальный дуэт из Великобритании, созданный в 1988 году певицей и автором песен Шэвон Фахи, бывшей участницей группы Bananarama. В 1989 году к проекту присоединилась американский музыкант Марселла Детройт. Группа выпустила два альбома и около 40 песен, включая хит 1992 года Stay, который в течение восьми недель подряд занимал первое место в хит-параде UK Singles Chart. Детройт покинула коллектив в 1993 году, оставив Фахи в качестве единственной участницы. В 1996 году Фахи решила выступать под своим именем, и проект был завершён. Однако в 2009 году Фахи реанимировала проект Shakespears Sister. В 2019 году Фахи и Детройт воссоединились и выпустили сингл All the Queen’s Horses и EP Ride Again.

## История музыкального коллектива

### 1988-1990: начало существования группы и Sacred Heart
Shakespears Sister был задуман как сольный проект Шэвон Фахи, бывшей поп-панк-певицы, которая покинула успешную британско-ирландскую женскую группу Bananarama в 1988 году из-за разочарования в музыкальном направлении коллектива.
Фахи начала писать и записывать песни для проекта вместе со своим продюсером Ричардом Фельдманом. В написании песен принимали участие несколько других музыкантов, одним из которых была подруга и коллега Фельдмана Марси Леви, которая также работа с Эриком Клэптоном. Леви также вносил вокальный и инструментальный вклад в песни, но при этом не входила в состав группы. Фахи предложила Леви, которая ранее пыталась и не смогла выпустить пару сольных альбомов, взять новое профессиональное имя, чтобы дать себе новый толчок в артистической жизни. Леви согласилась и взяла псевдоним Марселла Детройт.
Дебютным синглом Shakespears Sister стала песня Break My Heart (You Really) / Heroine. Дэвид А. Стюарт (муж Фахи и член группы Eurythmics) был впечатлён музыкальной химией Фахи и Детройт в студии звукозаписи. Видя потенциальную выгоду в превращении Shakespears Sister из сольного проекта в группу, он предложил Фахи и Детройт объединиться в дуэт. Это предложение было поддержано Фельдманом, менеджментом Фейи её звукозаписывающей компанией London Records.
Второй сингл Shakespears Sister You’re History принёс успех коллективу. Песня попала в топ-10 британского чарта синглов летом 1989 года, как и дебютный альбом Shakespears Sister Sacred Heart, который был удостоен золотого сертификата BPI. Из этого альбома были выпущены ещё два сингла: Run Silent и Dirty Mind. Обе композиции попали в топ-50 британского чарта.

### 1991-1993: Hormonally Yours и уход Детройт из группы
В октябре 1991 года Shakespears Sister выпустили новый сингл Goodbye Cruel World, который занял 59-е место. Следующий сингл Stay стал первым и единственным музыкальным творением Shakespears Sister, которое задержалось на верхушках британских хит-парадов. Также песня Stay была удостоена награды за «Лучшее британское видео» на церемонии вручения наград BRIT Awards 1993 года. Примечательно, что песня выдвинула на передний план Детройт, которая исполнила ведущую вокальную партию. Это якобы привело к напряжённости в отношениях с Фахи.
Через месяц после выхода песни Stay был выпущен альбом Hormonally Yours, который дважды получил платиновый статус от BPI. Дуэт продолжал пользоваться успехом. Однако в течение 1992 года напряжённость между Фахи и Детройт стала явной: закулисная борьба и споры омрачили турне группы.
Хотя сначала казалось, что Фахи и Детройт уладили разногласия, на самом деле Фахи столкнулась с проблемами личного характера, её госпитализировали с депрессией. Из-за этого пришлось отменить концерт группы в Королевском Альберт-холле. Участницы группы решили сделать перерыв в проекте Shakespears Sister, и Детройт начала работу над сольным альбомом.
В это время Фахи решила прекратить сотрудничество с Детройт, но предпочла не обсуждать это с ней напрямую. Вместо этого Детройт была публично изгнана из коллектива на церемонии вручения награды Ivor Novello в 1993 г., на которой альбом группы Hormonally Yours получили награду за «Лучший альбом». Фахи в церемонии не участвовала, однако в её речи, произнесённой продюсером, было прощание с Детройт.
Детройт и Фахи не разговаривали и не виделись 25 лет, они возобновили общение в 2018 году.

### 1994-2004
После ухода Дейторт, деятельность музыкального коллектива была поставлена на паузу из-за развода Фахи. В июне 1996 года был выпущен новый сингл I Can Drive. Песне удалось достигнуть лишь 30-й строчки в британских чартах, и она не была выпущена за пределами Великобритании. Провал I Can Drive побудил London Records отменить выпуск третьего альбома Shakespears Sister под названием # 3. Продолжающиеся разногласия между звукозаписывающей компанией и Фахи привели к тому, что она разорвала контракт с лейблом, с которым сотрудничала в течение пятнадцати лет (ещё со времён её участия в группе Bananarama). Позже Фахи утверждала, что причиной разрыва отношений с лейблом стало то, что, по мнению London Records, альбом получился "слишком альтернативным для женщины возраста Фахи ".
В 2002 году Фахи выпустила сингл Bitter Pill под своим собственным именем. В 2004 году был выпущен альбом The Best of Shakespear’s Sister, в котором собраны хиты, а также ряд треков из неизданного третьего альбома. В том же году Фахи получила полные права на альбом № 3 от London Records и планировал выпустить его самостоятельно.
В 2004 году альбом № 3 стал доступен на сайте Фахи. В 2005 году вышел второй сборник Long Live the Queens, содержащий различные раритетные записи Shakespears Sister, ремиксы и неизданные треки. В 2005 году также был выпущен второй сольный сингл Фахи Pulsatron, который попал в чарты, достигнув 95-го места.

### 2005-2012
Песни Bitter Pill и Pulsatron должны были войти в сольный альбом Фахи Bad Blood, однако в 2005 году выпуск альбома был отменён. Bad Blood был выпущен лишь спустя четыре года, когда Фахи решила реанимировать название Shakespears Sister. Альбом был переименован в Songs from the Red Room, и вышел на собственном лейбле Фэйи SF Records. Четвёртый и последний сингл из альбома It’s a Trip вышел в апреле 2010 года.
2010 года также ознаменовался для Shakespears Sister большим турне по Великобритании, а также выступлением на фестивале Isle of Wight.
В 2012 году Shakespears Sister выпустила ещё два сборных альбома — Cosmic Dancer и сборник ремиксов.

### 2019 год — настоящее время
В мае 2019 года Фахи и Детройт объявили о воссоединении коллектива. Тогда же коллектив отправился в тур под названием Shakespears Sister Ride Again по Великобритании. Новый сингл All the Queen’s Horses был выпущен 15 мая, а в июле коллектив выпустил сборник Singles Party.
Дуэт исполнил свой хит Stay на шоу Грэма Нортона 10 мая 2019 года. Это было их первое совместное телевыступление с 1993 года. Новый EP группы Ride Again был выпущен 25 октября 2019 года.